# Szmürnai Theón
Theón (2. század közepe) görög filozófus.

## Élete
Életéről mindössze annyit tudunk, hogy Szmürnából származott, s a filozófián kívül matematikával is foglalkozott. Munkája, a Peri tón kata matématikón kriszimón eisz tón tou Platónosz anagnószin nyomtatásban először 1878-ban jelent meg.